# Cyber-base
Cyber-base est un label français d'espace public numérique, géré par la Caisse des dépôts et consignations. La fin de ce dispositif national est annoncée pour le 31 décembre 2014.
L'objet d'une cyber-base est d'initier, des débutants aux plus confirmés, aux technologies de l'information et de la communication (TIC), dans le cadre d'ateliers en groupe ou individuel : découverte de l'environnement de l'ordinateur, maîtrise d'internet, initiation des logiciels de bureautique, initiation à l'image, la vidéo et au son...
Des créneaux horaires sont également réservés à l'accès libre.
Il existe plus de 800 Cyber-bases en France (DOM TOM y compris).
La première Cyber-base de France fut inaugurée rue d'Alsace-Lorraine à Vesoul, dans la Haute-Saône, le 24 juin 1999, à l'initiative du sénateur-maire de Vesoul, Alain Joyandet. Presque dix ans plus tard, le 28 mai 2009, la première en milieu carcéral fut inaugurée au Centre pénitentiaire de Bordeaux-Gradignan.